# Dracaena reflexa
Dracaena reflexa, Trúc Bách Hợp, là một loài thực vật có hoa trong Chi Huyết giác thuộc họ Măng tây. Loài này được Jean-Baptiste Lamarck mô tả khoa học đầu tiên năm 1786.

## Hình ảnh

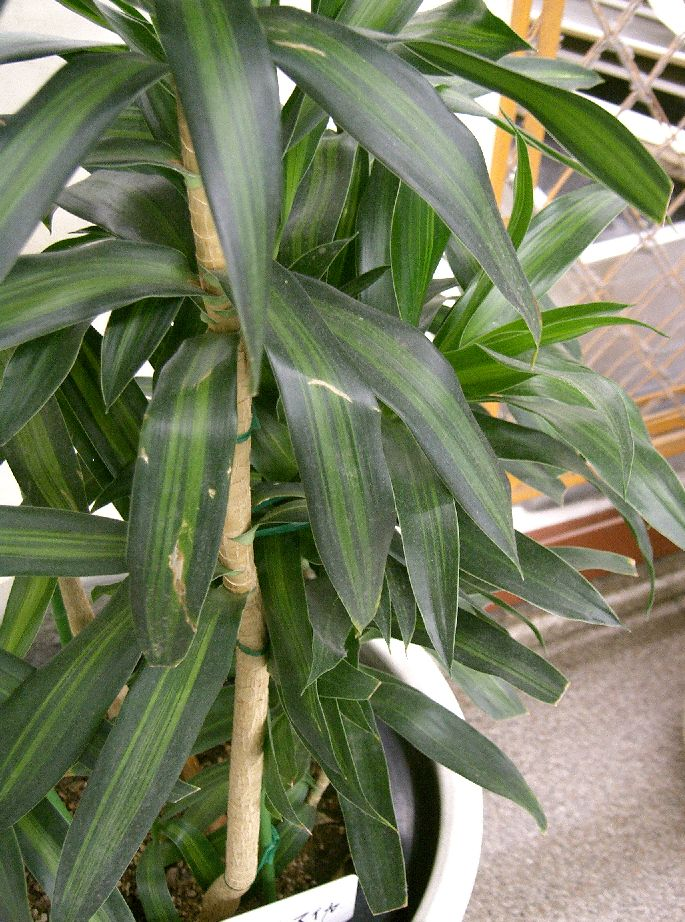
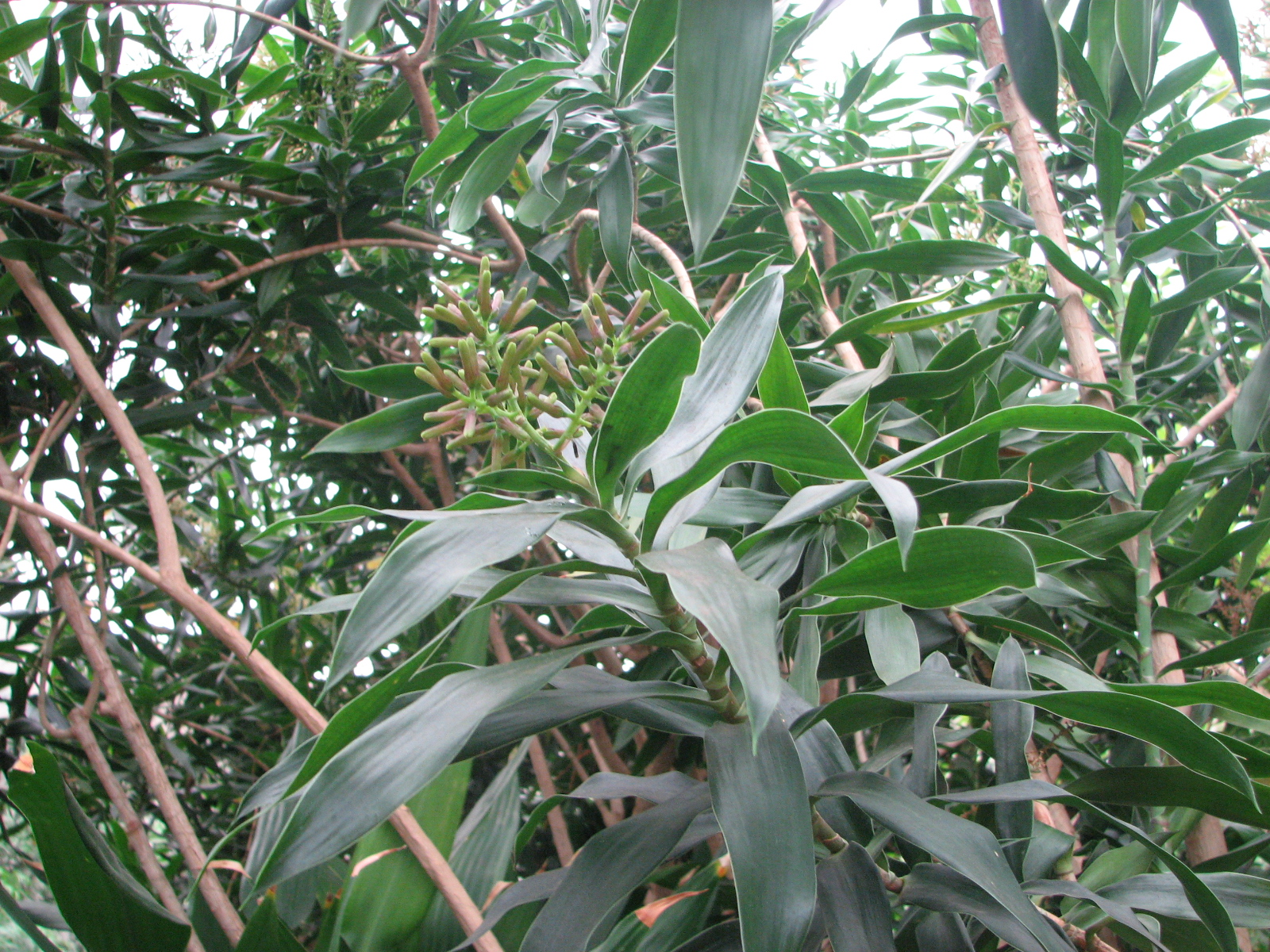
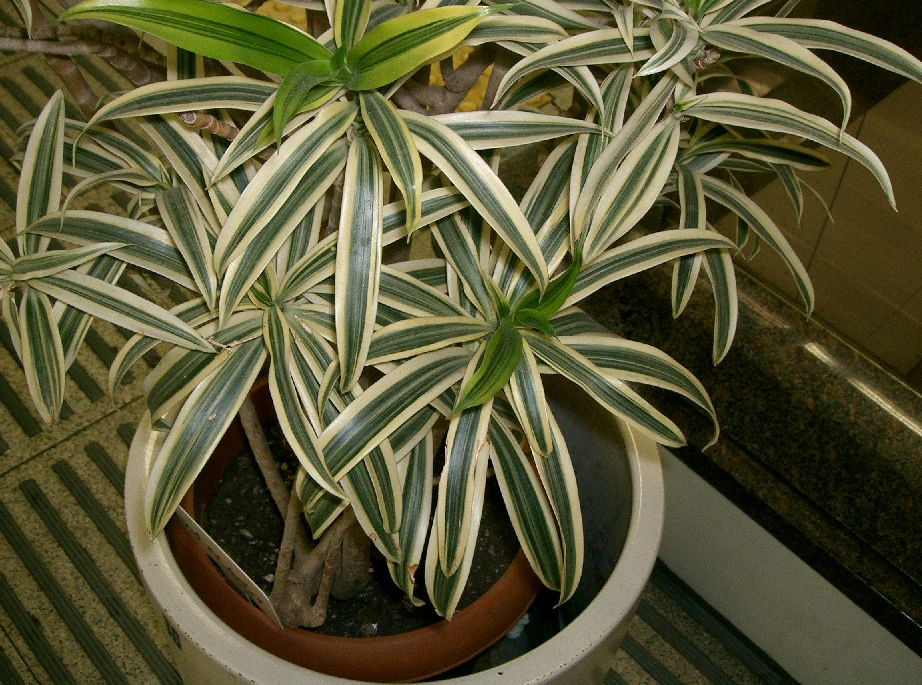
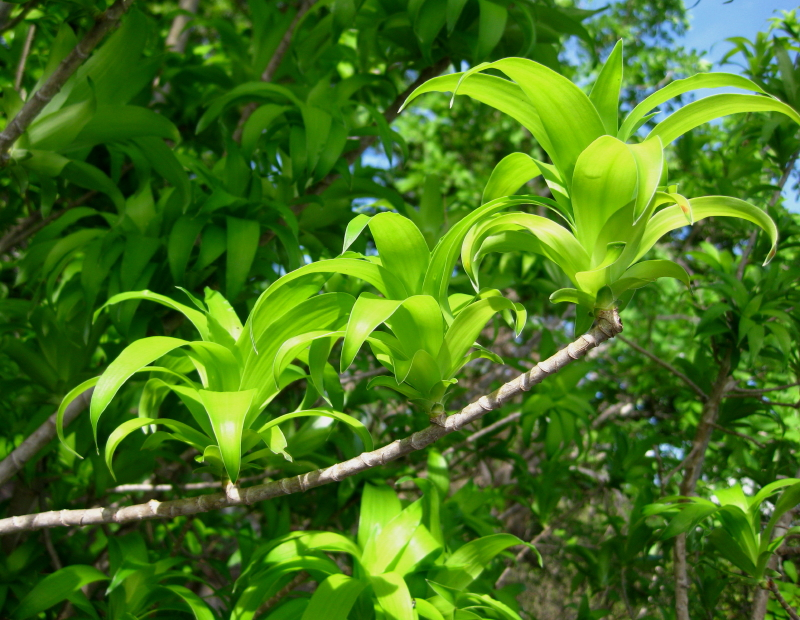